# 安藤千代子
安藤 千代子（あんどう ちよこ）は、日本の熟女系AV女優。「宮下真紀子」「宮下千代子」「豊川真知子」の名義でも作品を出している。
代表作に『川崎軍二シリーズ 秘湯のおかみ 色情配達夫』がある。これは温泉の女将を主人公とした作品であり、主演している。

## 作品

### アダルトビデオ
- 四十路（2002年4月27日、ルビー）愛川智佐、桐島玲奈、河合まみ
- 絶倫四十路倶楽部〜女ー四十にして旬。〜（2003年4月3日、ルビー）他2名出演
- 五十路〜いそじ〜安藤千代子（2003年5月1日、ルビー）
- 高齢熟女倶楽部11（2003年5月23日、セブンエイト）他出演:福山文子
- 川崎軍二シリーズ 秘湯のおかみ 色情配達夫（2003年7月18日 グラフィティジャパン）他出演:山口玲子、森田モモ
- 嗚呼！お母さん 第二部（2003年8月3日、ルビー）
- ルビースーパーセレクション 高齢伝説2（2003年8月4日、ルビー）他出演:中島小夜子、小山美津子、梅沢貴子
- 五十路 2（2003年9月12日、ルビー）他出演:田島文子、川村千鶴、松田美恵子、高島明美
- MADAM-X 安藤千代子（2004年6月12日、ルビー）
- 熟女 安藤千代子（2004年9月3日、ルビー）
- 熟女白書1 麻里子（2004年9月23日、グローバルメディアエンタテインメント）
- 全国熟女捜索隊〜岩手牧場編〜乳は搾るより絞られた方がええべな夏樹麗子55歳（2004年10月7日、ルビー）
- 母子相姦 母と息子の近親相姦 11（2004年11月12日、ルビー）他出演:永島智子
- 川崎軍二シリーズ 秘湯のおかみ 色情配達夫（2005年1月28日 グラフィティジャパン）他出演:姿麗子、夏目衣織、竹川忍、山口玲子、森田モモ
- VERTUAL 中出し熟女 阿部千代子 56歳（2005年2月11日、センタービレッジ）
- おばレズ6（2005年5月2日、ドリームステージ）
- 昭和の女 阿部千代子 55歳（2005年5月6日、センタービレッジ）
- 岩手県盛岡市在住 熟女56歳（2005年7月5日、グローバルメディアエンタテインメント）
- 和服美熟女 総集編2（2005年7月16日 グラフィティジャパン）他出演:冴島奈緒、川奈まり子、磯村栄子、田中美紀 ※総集編
- 五十路艶熱（2005年11月17日、エアサプライ）他出演:森久美子、村田緑
- 近親相姦ラブストーリー 実録母子愛2（2006年3月18日 ルビー）他出演:高島れいこ
- 五十路 純粋綺麗の系譜（2006年4月26日、TOUCH）他出演:石原小百合、篠和代、中田久子
- 五十路の花道 生出し編（2006年6月26日、TOUCH）他出演:如月京子、浜崎彩、徳田礼子
- 艶熱生出し13（2007年3月20日、アイルビークリエイト）他出演:内田あかり
- 新高齢熟女図姦5（2007年3月24日、ルビー）他出演:手塚彩子、中村朋子、木下美恵子、渡辺千代子
- 熟女レズ倶楽部3 熟女同性愛二組（2007年4月16日、エアサプライ）共演:小泉聖子
- 熟女レズ倶楽部スペシャル（2007年7月16日、エアサプライ）共演:小泉聖子
- 超熟しぐれ〜天国への階段〜（2007年9月27日、ネクスト）他出演:森和子、森文乃
- 新高齢熟女図鑑 膣内中出し総集編（2007年11月24日、ルビー）他出演:沢田友子、徳田礼子、滝川翠、滝沢真澄、高村亜紀
- 美乳・美熟女4時間 1（2008年3月25日、グラフィティジャパン）他出演:翔田千里、白鳥美鈴、友崎亜希、風間恭子、坂下陽子、美月ゆう子、宮下真紀、海老原しのぶ、立花優、夢野まりあ、小川真実 ※総集編
- 優しい五十路の熟女 安藤千代子DX（2009年4月18日、ルビー）
- いいチチいいケツいいマ○コ（2009年11月19日、エマニエル）
- 優しい五十路の熟女 安藤千代子DX2（2011年2月23日、ルビー）
- 50代後半からの愛とSEX ～60代からの豊かな性生活を送る為に～（2011年9月21日、ルビー）他出演:藤岡沙希、日向久美、高田美那